# Politisches System in Gabun
Im politischen System der Republik Gabun ist der gabunische Präsident Staatsoberhaupt und faktisch auch Regierungschef. Er ernennt den Premierminister und sein Kabinett. Die Regierung ist in drei Bereiche unterteilt: die Exekutive, an deren Spitze der Premierminister steht (auch wenn er früher vom Präsidenten eingesetzt wurde), die Legislative, die sich aus den beiden Kammern des Parlaments zusammensetzt, und die Judikative. Die Judikative ist technisch gesehen unabhängig und den beiden anderen Zweigen gleichgestellt, in der Praxis ist sie jedoch dem Präsidenten unterstellt, da die Richter vom Präsidenten ernannt werden. Seit der Unabhängigkeit wird das Parteiensystem von der konservativen Gabunischen Demokratischen Partei dominiert.

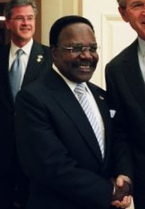
Ehemaliger Präsident Omar Bongo Ondimba

Im März 1991 wurde eine neue Verfassung verabschiedet. Sie enthält u. a. eine Charta der Rechte nach westlichem Vorbild, die Einsetzung des Nationalen Demokratierats, der auch über die Gewährleistung dieser Rechte wacht, und einen Regierungsbeirat, der sich mit wirtschaftlichen und sozialen Fragen befasst. 1990/91 wurden Parlamentswahlen mit mehreren Parteien abgehalten, obwohl die Oppositionsparteien nicht formell für legal erklärt worden waren.

## Politische Entwicklungen
Mit der Verfassung von 1961 (1975 überarbeitet und 1991 neu geschrieben) wurde Gabun zu einer Republik mit einer präsidialen Regierungsform. Die gabunische Nationalversammlung setzt sich aus 120 Abgeordneten zusammen, die für eine Amtszeit von fünf Jahren gewählt werden. Der Präsident wird in allgemeinen Wahlen für eine Amtszeit von sieben Jahren gewählt. Der Präsident ernennt den Premierminister, das Kabinett und die Richter des unabhängigen Obersten Gerichtshofs. Im Jahr 1990 nahm die Regierung wichtige Änderungen am politischen System vor. Im Mai wurde als Ergebnis einer nationalen politischen Konferenz im März/April eine Übergangsverfassung ausgearbeitet und später von einem Verfassungsausschuss überarbeitet. Sie enthielt u. a. eine Charta der Rechte nach westlichem Vorbild, die Einrichtung eines Nationalen Demokratierats, der die Gewährleistung dieser Rechte überwacht, einen Regierungsbeirat für wirtschaftliche und soziale Fragen und eine unabhängige Justiz. Nach Billigung durch die Nationalversammlung, das Zentralkomitee der PDG und den Präsidenten nahm die Versammlung die Verfassung im März 1991 einstimmig an. 1990/91 wurden Parlamentswahlen mit mehreren Parteien abgehalten, obwohl die Oppositionsparteien nicht formell für legal erklärt worden waren.
Nach einem friedlichen Übergang brachten die Wahlen die erste repräsentative, parteiübergreifende Nationalversammlung hervor. Im Januar 1991 verabschiedete die Versammlung einstimmig ein Gesetz über die Legalisierung von Oppositionsparteien. Der Präsident wurde 1993 in einer umstrittenen Wahl mit 51 % der abgegebenen Stimmen wiedergewählt. Die sozialen und politischen Unruhen führten 1994 zur Pariser Konferenz und den Vereinbarungen, die den Rahmen für die nächsten Wahlen bildeten. Die Kommunal- und Parlamentswahlen wurden auf die Jahre 1996–1997 verschoben. 1997 wurden Verfassungsänderungen angenommen, um einen ernannten Senat und das Amt des Vizepräsidenten einzuführen und die Amtszeit des Präsidenten auf sieben Jahre zu verlängern. Angesichts einer gespaltenen Opposition wurde Präsident Omar Bongo im Dezember 1998 mit 66 % der abgegebenen Stimmen wiedergewählt. Obwohl die wichtigsten Oppositionsparteien behaupteten, die Wahlen seien manipuliert worden, kam es nicht zu den Unruhen, die auf die Wahl von 1993 folgten. Der Präsident verfügt über weitreichende Befugnisse wie die Auflösung der Nationalversammlung, die Verhängung des Belagerungszustands, die Verzögerung von Gesetzen, die Durchführung von Volksabstimmungen sowie die Ernennung und Entlassung des Premierministers und der Kabinettsmitglieder. Für Verwaltungszwecke ist Gabun in neun Provinzen unterteilt, die wiederum in 36 Präfekturen und acht separate Unterpräfekturen unterteilt sind. Der Präsident ernennt die Gouverneure der Provinzen, die Präfekten und die Unterpräfekten.

## Politische Bedingungen
Zum Zeitpunkt der Unabhängigkeit Gabuns im Jahr 1960 gab es zwei große politische Parteien: den Bloc Democratique Gabonais (BDG) unter Führung von Leon M'Ba und die Union Démocratique et Sociale Gabonaise (UDSG) unter Führung von Jean-Hilaire Aubame. Bei den ersten Wahlen nach der Unabhängigkeit, die im Rahmen eines parlamentarischen Systems stattfanden, konnte keine der beiden Parteien eine Mehrheit erringen. Die BDG erhielt die Unterstützung von drei der vier unabhängigen Abgeordneten, und M'Ba wurde zum Premierminister ernannt. Kurz nachdem sie zu dem Schluss gekommen waren, dass die Zahl der Gabuner für ein Zweiparteiensystem nicht ausreichte, einigten sich die beiden Parteiführer auf eine gemeinsame Kandidatenliste. Bei den Wahlen im Februar 1961, die nach dem neuen Präsidialsystem stattfanden, wurde M'Ba Präsident und Aubame Außenminister.
Diese Koalition schien bis Februar 1963 zu funktionieren, als die größere BDG die UDSG-Mitglieder zwang, zwischen einer Fusion der Parteien oder dem Rücktritt zu wählen. Die Minister des UDSG-Kabinetts traten zurück, und M'Ba berief für Februar 1964 Wahlen ein, bei denen die Zahl der Abgeordneten der Nationalversammlung von 67 auf 47 reduziert wurde. Der UDSG gelang es nicht, eine Liste von Kandidaten aufzustellen, die den Anforderungen der Wahldekrete genügte. Als es so aussah, als würde die BDG die Wahl ohne Gegenkandidaten gewinnen, stürzte das gabunische Militär M'Ba am 18. Februar 1964 durch einen unblutigen Staatsstreich. Französische Truppen setzten seine Regierung am nächsten Tag wieder ein. Im April fanden Wahlen statt, an denen sich viele Oppositionelle beteiligten. Die von der BDG unterstützten Kandidaten erhielten 31 Sitze und die Opposition 16. Ende 1966 wurde die Verfassung dahingehend geändert, dass im Falle des Todes des Präsidenten im Amt automatisch der Vizepräsident die Nachfolge antritt. Im März 1967 wurden Leon M'Ba und Omar Bongo (damals Albert Bongo) zum Präsidenten und Vizepräsidenten gewählt. M'Ba starb noch im selben Jahr, und Omar Bongo wurde Präsident.
Im März 1968 erklärte Bongo Gabun zu einem Einparteienstaat, indem er die BDG auflöste und eine neue Partei gründete – die Gabunische Demokratische Partei. Er lud alle Gabuner, unabhängig von ihrer bisherigen politischen Zugehörigkeit, zur Teilnahme ein. Bongo wurde im Februar 1975 zum Präsidenten gewählt und im Dezember 1979 und im November 1986 für eine siebenjährige Amtszeit wiedergewählt. Im April 1975 wurde das Amt des Vizepräsidenten abgeschafft und durch das Amt des Premierministers ersetzt, der kein Recht auf automatische Nachfolge hat. Nach der Verfassung von 1991 teilen sich im Falle des Todes des Präsidenten der Premierminister, der Präsident der Nationalversammlung und der Verteidigungsminister die Macht, bis eine Neuwahl stattfindet. Mit Hilfe der PDG versuchte Bongo, die regionalen und stammesbedingten Rivalitäten, die die gabunische Politik in der Vergangenheit gespalten hatten, zu überwinden und eine einheitliche nationale Bewegung zur Unterstützung der Entwicklungspolitik der Regierung zu schmieden.
Die Opposition gegen die PDG hielt jedoch an, und im September 1990 wurden zwei Putschversuche aufgedeckt und abgebrochen. Wirtschaftliche Unzufriedenheit und der Wunsch nach politischer Liberalisierung lösten Anfang 1990 gewaltsame Demonstrationen und Streiks von Studenten und Arbeitern aus. Als Reaktion auf die Beschwerden der Arbeitnehmer verhandelte Bongo mit ihnen auf sektoraler Basis und machte dabei erhebliche Lohnzugeständnisse. Außerdem versprach er, die PDG zu öffnen und im März/April 1990 eine nationale politische Konferenz zu veranstalten, um das künftige politische System Gabuns zu diskutieren. Die PDG und 74 politische Organisationen nahmen an der Konferenz teil. Die Teilnehmer teilten sich im Wesentlichen in zwei lose Koalitionen auf, die regierende PDG und ihre Verbündeten und die Vereinigte Front der oppositionellen Vereinigungen und Parteien, bestehend aus der abtrünnigen Morena Fundamental und der gabunischen Fortschrittspartei.
Auf der Konferenz im April wurden weitreichende politische Reformen beschlossen, darunter die Einsetzung eines nationalen Senats, die Dezentralisierung des Haushaltsverfahrens, die Versammlungs- und Pressefreiheit und die Aufhebung der Visumspflicht für die Ausreise. In dem Versuch, den Wandel des politischen Systems hin zu einer Mehrparteiendemokratie zu lenken, trat Bongo von seinem Amt als PDG-Vorsitzender zurück und setzte eine Übergangsregierung ein, die von einem neuen Premierminister, Casimir Oye-Mba, geleitet wurde. Die Gabunische Sozialdemokratische Gruppierung (RSDG), wie die neue Regierung genannt wurde, war kleiner als die vorherige Regierung und umfasste Vertreter mehrerer Oppositionsparteien in ihrem Kabinett. Die RSDG erarbeitete eine provisorische Verfassung, die ein Grundrechtesystem und eine unabhängige Justiz vorsah, dem Präsidenten jedoch starke Exekutivbefugnisse einräumte. Nach einer weiteren Überprüfung durch einen Verfassungsausschuss und die Nationalversammlung trat dieses Dokument im März 1991 in Kraft.
Trotz weiterer regierungsfeindlicher Demonstrationen nach dem frühen Tod eines Oppositionsführers fanden im September/Oktober 1990 die ersten Mehrparteienwahlen zur Nationalversammlung seit fast 30 Jahren statt, bei denen die PDG eine große Mehrheit erlangte. Nach der Wiederwahl von Präsident Bongo im Dezember 1993 mit 51 % der Stimmen weigerten sich die Kandidaten der Opposition, die Wahlergebnisse anzuerkennen. Schwere Unruhen, die von der Präsidentengarde massiv unterdrückt wurden, führten zu einer Vereinbarung zwischen der Regierung und den Oppositionsparteien, eine politische Lösung zu finden. Diese Gespräche führten im November 1994 zu den Pariser Vereinbarungen, in denen mehrere Oppositionsvertreter in eine Regierung der nationalen Einheit aufgenommen wurden. Diese Vereinbarung scheiterte jedoch bald, und die Parlaments- und Kommunalwahlen 1996 und 1997 bildeten den Hintergrund für eine erneute parteipolitische Auseinandersetzung. Bei den Parlamentswahlen errang die PDG einen erdrutschartigen Sieg, doch bei den Kommunalwahlen 1997 wurden in mehreren Großstädten, darunter Libreville, Bürgermeister der Opposition gewählt. Präsident Bongo wurde im Dezember 1998 mit 66 % der Stimmen gegen eine gespaltene Opposition problemlos wiedergewählt. Während Bongos Hauptgegner das Ergebnis als gefälscht ablehnten, bezeichneten internationale Beobachter das Ergebnis als repräsentativ, auch wenn die Wahl unter ernsthaften administrativen Problemen litt. Im Gegensatz zu den Wahlen von 1993 kam es nach der Wahl nicht zu ernsthaften Unruhen oder Protesten.
Bei den offiziellen Ergebnissen der Präsidentschaftswahlen 2016 setzte sich Präsident Omar Ali Bongo, der im Jahr 2009 das Amt von seinem verstorbenen Vater Omar übernommen hatte, knapp gegen seinen Rivalen Jean Ping durch. Erste Ergebnisse zeigten einen Trend zu einem Erfolg von Ping. Die Ergebnisse der letzten Provinz wurden mit erheblicher Verzögerung veröffentlicht und zeigten eine bemerkenswerte Unterstützung von 99,5 % für Präsident Bongo in Haut-Ogooue. Dadurch erreichte Ali Bongo insgesamt den ersten Platz. Eine EU-Wahlbeobachtungsmission, die sich im Land aufhielt, erklärte, dass die Beobachter Probleme beim Zugang zur Stimmenauszählung hatten. Das Recht zu demonstrieren oder sich zu äußern, wurde von der Mission als „restriktiv“ bezeichnet. Dem Bericht der Mission zufolge kam die Wahlordnung Präsident Bongo zugute.

## Exekutive
Der Präsident wird vom Volk für eine Amtszeit von sieben Jahren gewählt. Er ernennt den Premierminister. Der Ministerrat wird vom Premierminister in Absprache mit dem Präsidenten ernannt. Der seit 1967 amtierende Präsident El Hadj Omar Bongo Ondimba, das dienstälteste afrikanische Staatsoberhaupt, wurde nach den Ergebnissen der Wahlen vom 27. November 2005 für eine weitere siebenjährige Amtszeit wiedergewählt. Nach Angaben des gabunischen Innenministeriums wurde dies mit 79,1 % der abgegebenen Stimmen erreicht. Im Jahr 2003 änderte der Präsident die gabunische Verfassung, um die Beschränkungen für die Anzahl der Amtszeiten des Präsidenten aufzuheben. Der Präsident verfügt weiterhin über weitreichende Befugnisse, wie die Auflösung der Nationalversammlung, die Verhängung des Belagerungszustands, die Verzögerung von Gesetzen, die Durchführung von Referenden sowie die Ernennung und Entlassung des Premierministers und der Kabinettsmitglieder.

## Legislative
Das Parlament (Parlement) besteht aus zwei Kammern. Die Nationalversammlung (Assemblée Nationale) hat 120 Mitglieder, von denen 111 für eine fünfjährige Amtszeit in Einerwahlkreisen gewählt werden und neun Mitglieder vom Staatsoberhaupt – dem Präsidenten – ernannt werden. Der Senat (Sénat) besteht aus 91 Mitgliedern, die für eine sechsjährige Amtszeit in Einerwahlkreisen von den Gemeinderäten und Departementsräten gewählt werden.

## Judikative
Der Oberste Gerichtshof Gabuns (Cour Supreme) besteht aus drei Kammern: Gerichts-, Verwaltungs- und Rechnungshof; Verfassungsgericht; Berufungsgerichte; Gericht für Staatssicherheit; Bezirksgerichte.

## Verwaltungsbereiche
Es gibt neun Provinzverwaltungen. Diese haben ihren Sitz in Estuaire, Haut-Ogooue, Moyen-Ogooue, Ngounie, Nyanga, Ogooué-Ivindo, Ogooué-Lolo, Ogooue-Maritime und Woleu-Ntem.

## Teilnahme an internationalen Organisationen
ACCT, AKP, AfDB, BDEAC, Commonwealth of Nations, CCC, CEEAC, ECA, FAO, FZ, G-24, G-77, IAEA, IBRD, ICAO, ICC, IDA, IDB, IFAD, IFC, IFRCS (assoziiert), ILO, IMF, IMO, Inmarsat, Intelsat, Interpol, IOC, ITU, IGB, NAM, OAU, OIC, OPCW, OPEC Fund, UDEAC, UN, UNCTAD, UNESCO, UNIDO, UPU, WHO, WIPO, WMO, WToO, WTrO